# روب تومسون (مؤلف)
روب تومسون (بالإنجليزية: Robb Thompson)‏ هو مؤلف أمريكي، ولد في 1 أبريل 1953 في أوك لاون في الولايات المتحدة.